# 제국 연방
제국 연방(영어: Imperial Federation)은 19세기 말과 20세기 초에 기존 대영 제국을 대체할 연방 체제를 창설하자는 일련의 제안으로서, 식민지 제국주의의 대안으로 제시되었다. 비록 이 제안이 채택되지는 못했으나 호주, 캐나다, 뉴질랜드와 같은 다른 식민지 지역에서는 이 설이 인기를 얻었다.